# Callistemon
Callistemon is de botanische naam van een geslacht van struiken. De naam komt van de Griekse woorden kallos (schoonheid) en stemon (meeldraad). De Nederlandse naam lampenpoetser verwijst naar de lange bloeiaren, die doen denken aan de kwastjes waarmee vroeger petroleumlampen werden schoongemaakt.
Het geslacht kent zo'n 34 soorten, afkomstig uit Australië, Tasmanië en Nieuw-Caledonië. In Europa zijn de soorten populair als tuin- of terrasplanten. Vooral Callistemon citrinus (Rode lampenpoetser) wordt veel gebruikt.
In Australië worden deze groenblijvende struiken of kleine bomen 1 tot 3 m hoog. Als pot- of kuipplant bereiken ze ongeveer een derde van deze hoogte. Het blad is stijf en leerachtig, vaak met een stekende top en opvallende nervatuur, groen en lancetvormig. In de zomer bloeien ze met prachtige, 5–10 cm lange bloeiaren. Wat we zien zijn de scharlaken, soms gele helmdraden die in cilindervormige bloeiwijzen aan het eind van de takken staan. Deze spiralen van bloemen verliezen hun kelk- en kroonbladen zodra de knoppen open gaan. Na twee maanden laten deze vlammende toortsen ook hun meeldraden vallen. Uit de vruchtbeginsels ontwikkelen zich harde, verhoute, grijze, drie- tot vierhoekige vruchtjes die vlak tegen de tak aan zitten gedrukt. Voorbij de bloeiwijze groeit de tak door en vormt weer blaadjes.
Callistemon-soorten worden in Australië gebruikt als voedselplanten door de rupsen van sommige motten van het geslacht Aenetus.

## Afbeeldingen

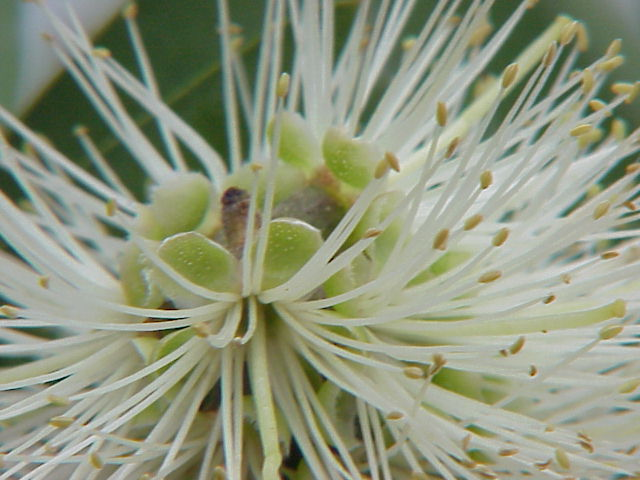
Callistemon pallidus
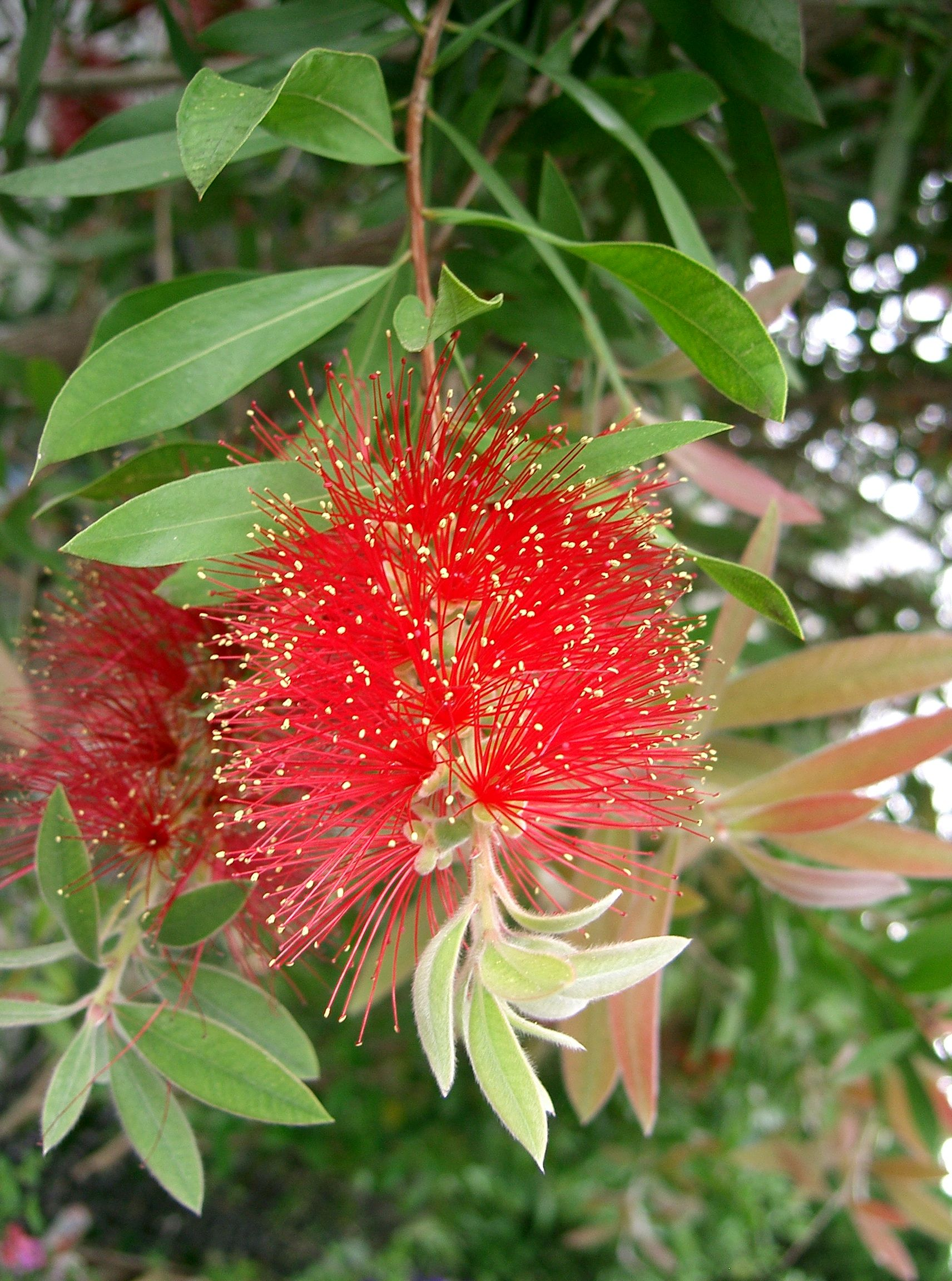
Bloem van Callistemon speciosus
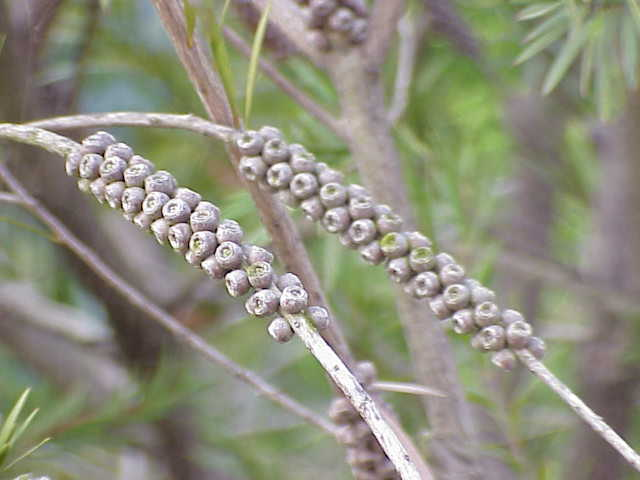
Zaden van Callistemon pityoides

## Enkele soorten
| - Callistemon brachyandrus - Callistemon citrinus (Rode lampenpoetser) - Callistemon formosus - Callistemon linearifolius - Callistemon linearis - Callistemon pachyphyllus - Callistemon pallidus - Callistemon phoeniceus - Callistemon pinifolius | - Callistemon pityoides - Callistemon rigidus - Callistemon rugulosus - Callistemon salignus - Callistemon speciosus - Callistemon subulatus - Callistemon viminalis - Callistemon viridiflorus |